# Moru
Moru is een bestuurslaag in het regentschap Alor van de provincie Oost-Nusa Tenggara, Indonesië. Moru telt 2339 inwoners (volkstelling 2010).